# Quintanilla de Trigueros
Quintanilla de Trigueros es un municipio de España, en la provincia de Valladolid, comunidad autónoma de Castilla y León. Pertenece a la comarca de la Campiña del Pisuerga y se adscribe enológicamente a la Denominación de Origen de Cigales, siendo esta localidad su cabeza de comarca.

## Geografía
Situado a 13 kilómetros de Cigales y a 35 de la capital, se sitúa en una zona de monte, siendo perceptible su altitud frente al resto de la comarca. Está atravesado por la carretera VA-903, que conecta la localidad con Trigueros del Valle. Desde allí se toma la VA-900, que conecta con Cigales.

## Geografía humana

### Demografía
Cuenta con una población de 101 habitantes (INE 2024).

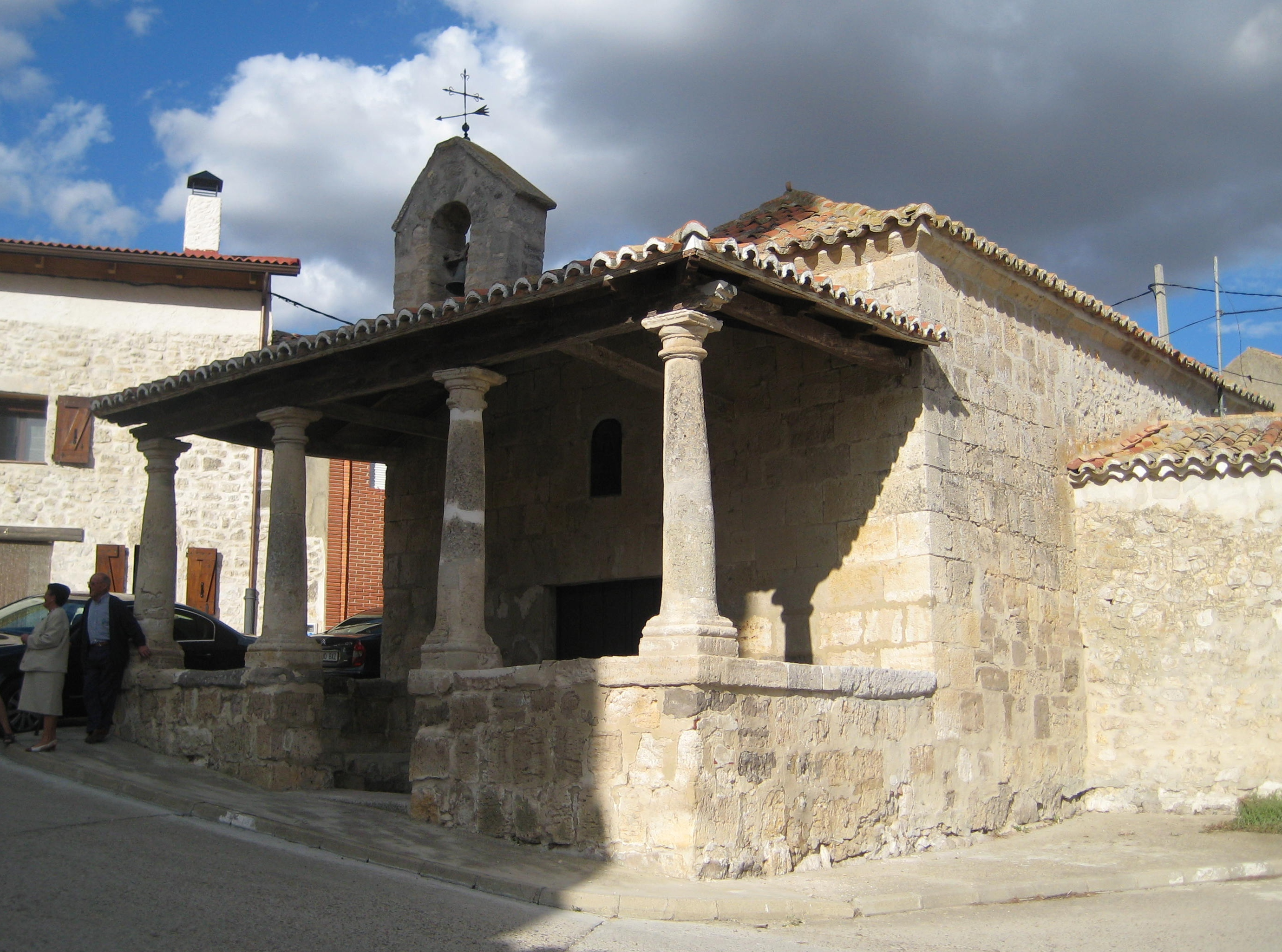
Ermita.

| Gráfica de evolución demográfica de Quintanilla de Trigueros entre 1842 y 2021                                        |
| |
| Población de derecho según los censos de población del INE. Población de hecho según los censos de población del INE. |

| 98                         | 103 | 119 | 118 | 103 | 107 | 104 |
| (Fuente: [cita requerida]) |     |     |     |     |     |     |